# Tipula (Eremotipula) macracantha
Tipula (Eremotipula) macracantha is een tweevleugelige uit de familie langpootmuggen (Tipulidae). De soort komt voor in het Nearctisch gebied.